# いすゞ・アスカ
アスカ（ASKA）は、1983年よりいすゞ自動車から販売された中型セダンである。

## 概要
フローリアンの後継車として発売された。1990年以降、いすゞの乗用車としてはいち早く他社からのOEM供給車に切り替わり、2002年に販売を終了した。結果的には、いすゞが最後まで販売したセダン型乗用車となった。
車体は4ドアノッチバックセダンのみである。初代には姉妹車のような3ドアハッチバック、5ドアハッチバックも設計されたが、生産・販売には至らなかった。先代のフローリアンに設定されていたライトバンやOEM元に設定されているステーションワゴンなどは設定されていない。
初代にはタクシーや教習車仕様も設定されていた。ピアッツァと同様にヤナセ向けにグレード「NERO」の導入が計画され、試作車は実際に一部販売店で展示までされたが、実現しなかった。

## 初代 JJ110/120/510型（1983年-1990年）
- 型式名：JJ110（1.8L車）、JJ120（2.0L車）、JJ510（2.0Lディーゼル車）

いすゞがフローリアンの後継車の設計を迫られていた時期に、ゼネラルモーターズ（GM）が立ち上げた「グローバルカー（世界戦略車）構想」へ当初より参画して作られたJカー（当初はUカー）というクラスのモデルである。姉妹車にはオペル・アスコナC、ホールデン・カミーラ、キャデラック・シマロン、シボレー・キャバリエ、シボレー・モンザなどがある。アスコナが原型と言われることが多いが、実際にはごく初期段階を除いてほとんどの設計を、オペル、GM、いすゞの3社が個別で同時進行したため、足回りや一部の外装以外、部品の共通性は無いに等しい。
駆動方式はいすゞ乗用車で初の前輪駆動を採用。エンジンは直列4気筒SOHCで、いすゞが得意としたディーゼルエンジンも設定され、排気量は1.8L（ガソリンのみ）と2.0Lの2種類。2.0Lガソリンとディーゼルにはターボ付き仕様も存在した。ガソリンターボはECGI（電子制御燃料噴射）を用い、NAガソリンエンジンはキャブレターを用いたが、2.0Lガソリンには前期型のみ電子制御キャブレター搭載モデル（グロス115馬力）も存在したため、合計で6種類のエンジンがラインナップされていた。インタークーラー付きターボディーゼルは広く注目を集め、ガソリンターボはインタークーラー未装着であるが、エンジン出力グロス150馬力(ネット値120馬力)を誇り、このクラスの車としては比較的軽量な1,000kg少々の車体とあいまってゼロヨン15.3秒を叩き出した。これは当時の世界最速値であった。
サスペンション前輪がマクファーソンストラット式独立懸架、後輪がコンパウンドクランクと称するトーションビームとトレーリングアームを組み合わせたサスペンションを用いる。いすゞは広告等で4輪独立懸架であると称したが、後輪サスペンションの左右のトレーリングアームはねじれを許容する横梁（トーションビーム）で一体化されており、後輪は厳密に言えば独立懸架ではない。スプリングは前後ともコイルを用いる。
変速機構は5速MTと3速ATでスタートしたが、1984年にいすゞ独自の5速ATであるNAVi5を搭載し、注目を集めた。
日本国内だけでなく、アジア・ニュージーランド・南米にも輸出された。この内アジアでは「Isuzu JJ」、ニュージーランドでは「Holden camira (JJ)」、南米では「Chevrolet Aska」の車名で輸出・販売された。
いすゞの中古車販売部門である「いすゞ中古自動車販売」ではアスカのガソリンターボモデルに特別装備を加え、イルムシャーを捩った「カゲムシャー」というサブネームを与えて販売したことがある。
- 1983年4月、発売。フローリアンの後継車であったため、正式には「フローリアンアスカ」と称した。
- 1983年8月、89馬力にパワーアップをしたターボディーゼル車追加。
- 1983年11月、イギリスRACラリーに初出場し、クラス優勝。
- 1984年1月、ディーゼル車にAT車を追加。
- 1984年8月、2000LJにNAVi5搭載車追加。
- 1984年10月、ターボディーゼル車の国際速度記録樹立/ターボディーゼル車にAT車を追加。
- 1984年、オリエントスピードが、ガソリンターボLSをチューンしたTC2000を発売。いすゞディーラーでも購入できるアスカのチューニングカーであった。
- 1985年2月、ディーゼル2000LJにNAVi5搭載車追加。
- 1985年7月、マイナーチェンジでフェイスリフトが行われる。タクシー用ディーゼル車を除き、廉価グレードが廃止された。
- 1985年10月、ホットモデルとしてSOHCターボモデルをベースにサスペンションと一部内外装を変更したイルムシャー仕様が追加された。
- 1989年3月、いすゞの乗用車の中では最初に自社生産を終了し、在庫対応分のみの販売となる。総生産台数は108,512台（いすゞHPより）。
- 1990年6月、アスカCXと入れ替わる形で販売終了。

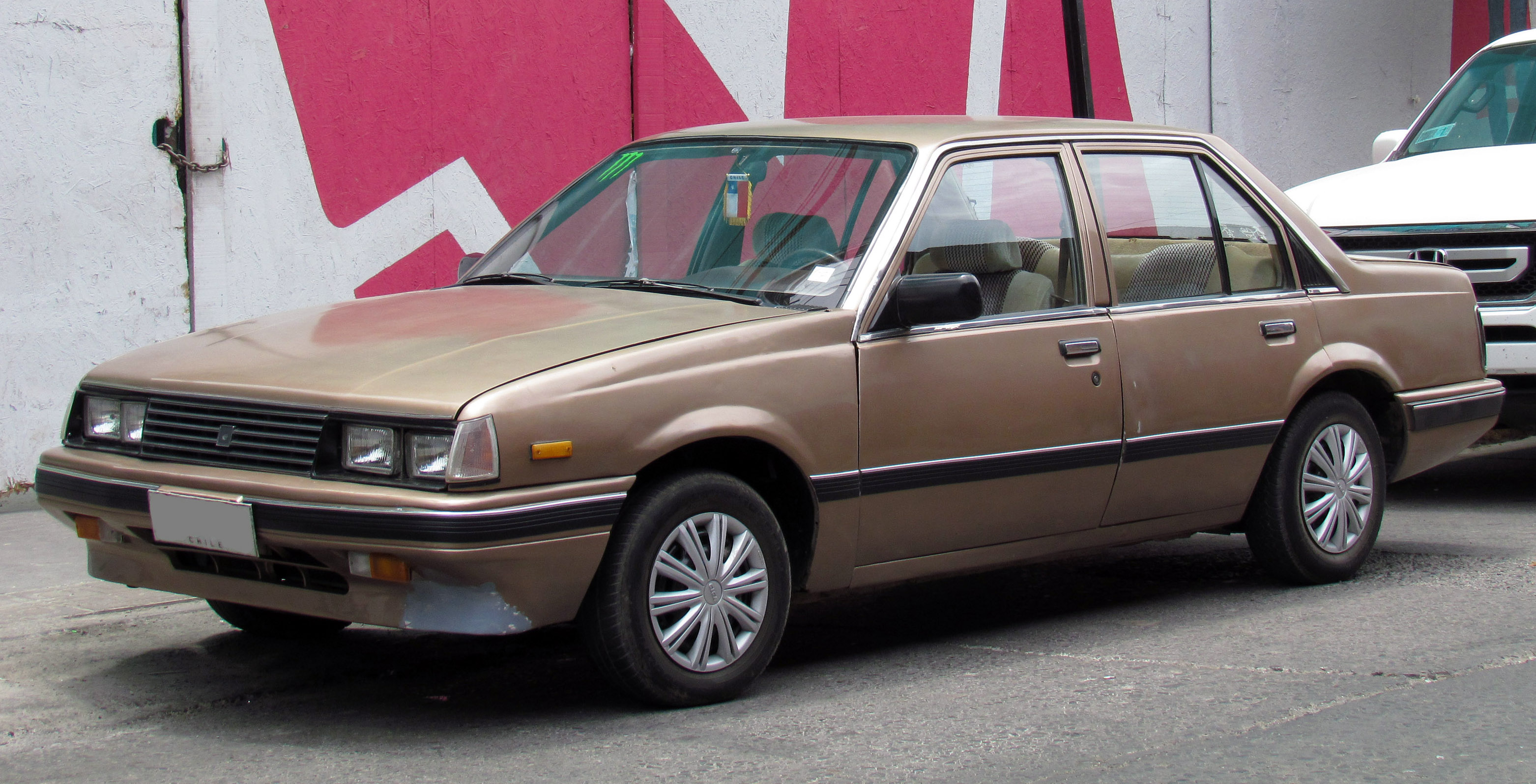
シボレー・アスカ (フロント)
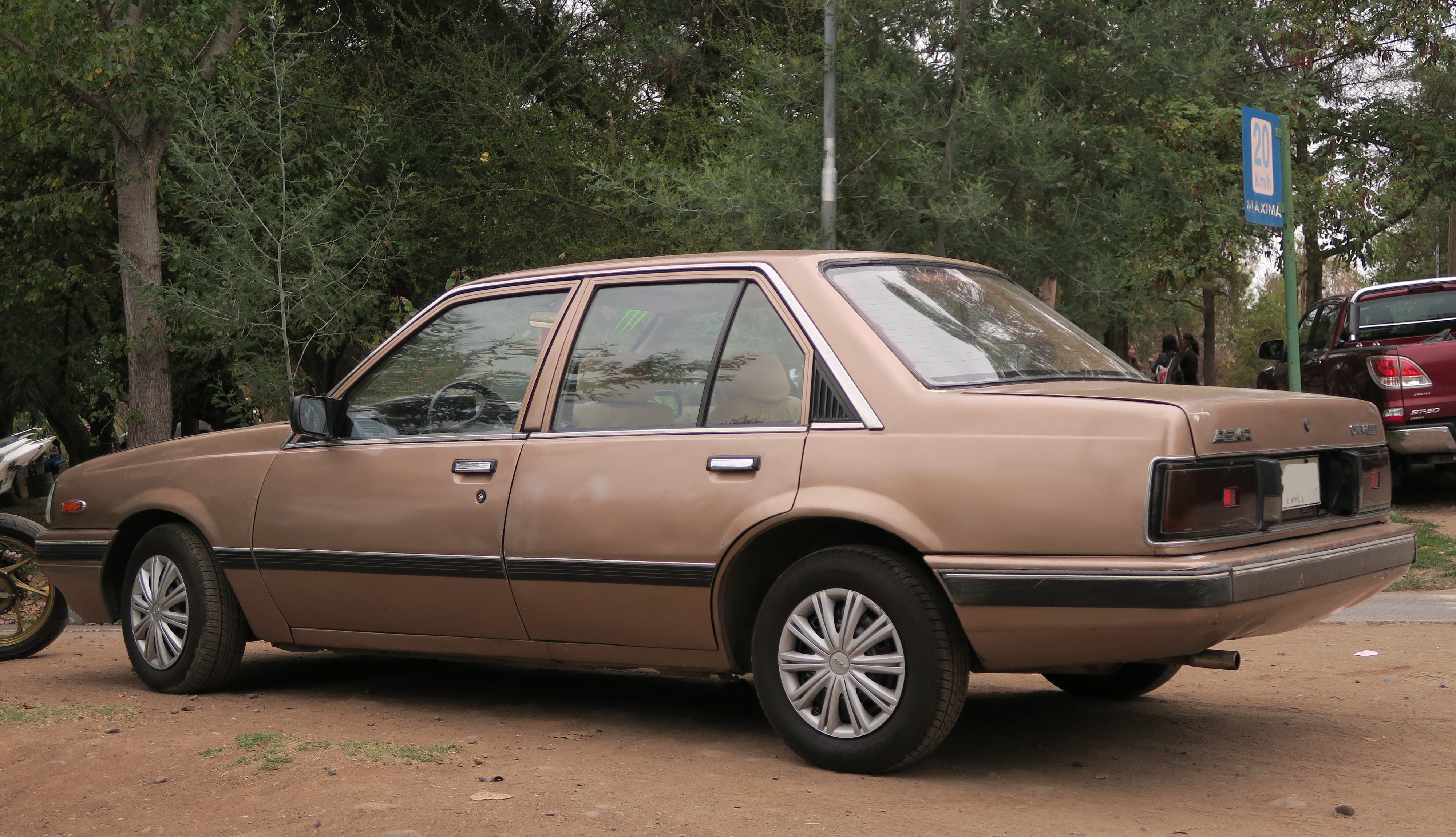
シボレー・アスカ (リア)
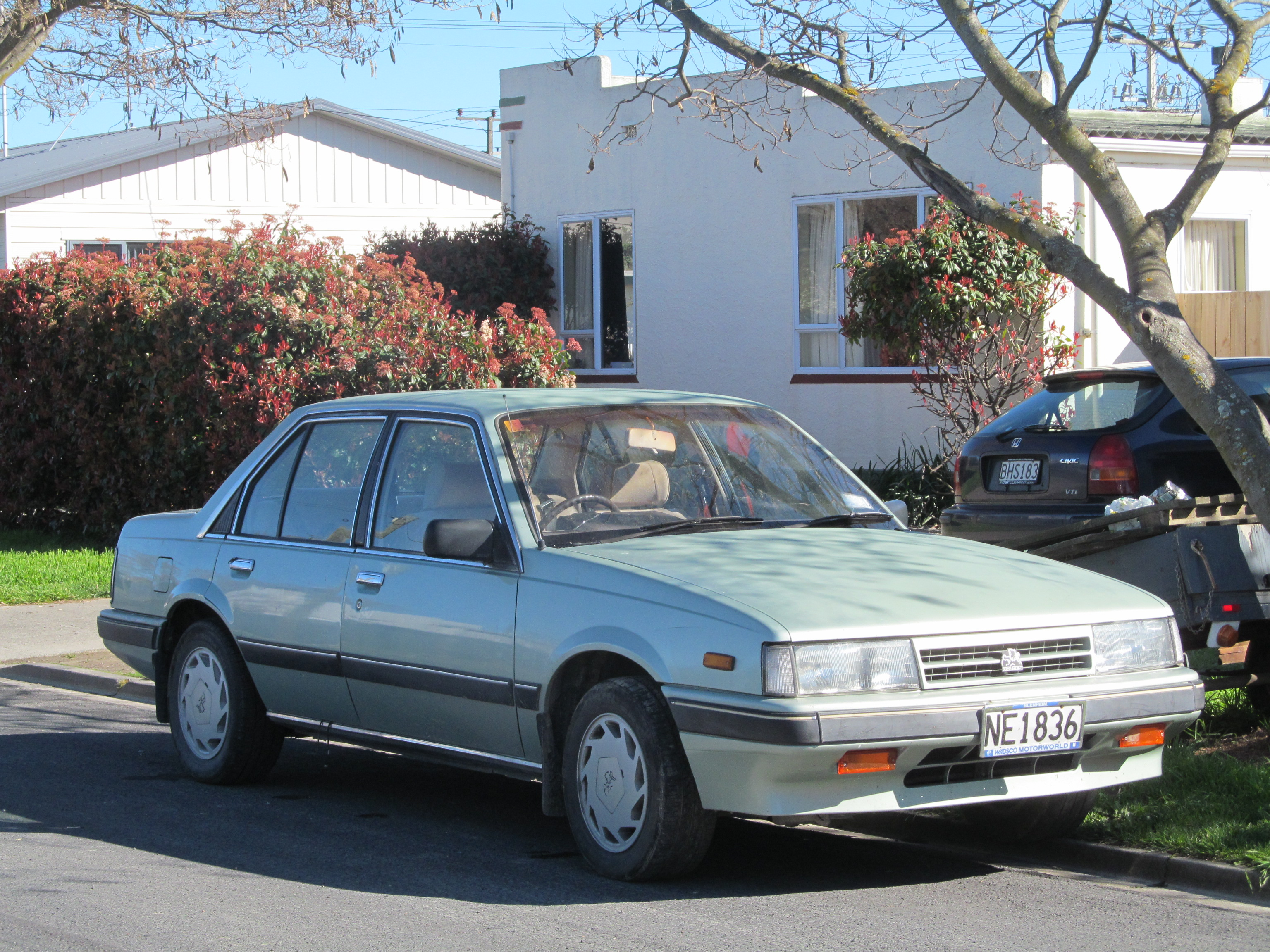
ホールデン・カミーラ (フロント)
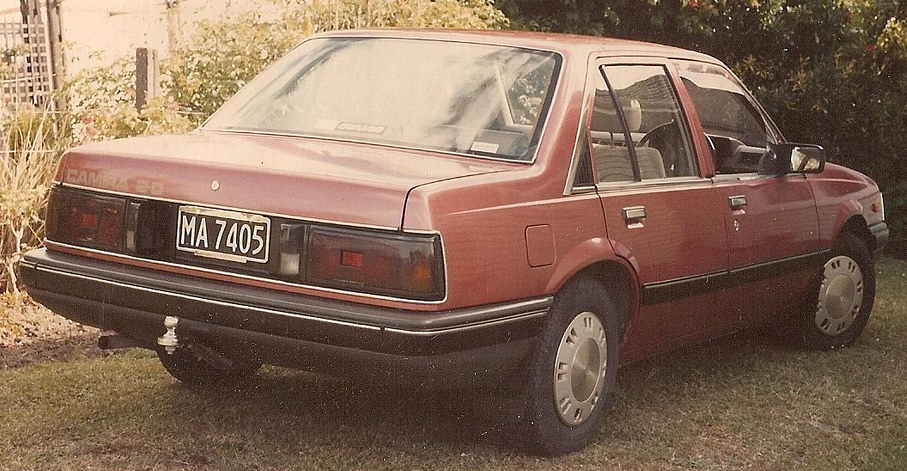
ホールデン・カミーラ (リア)

## 2代目 BCK/BCL/BCM型（1990年-1994年）
- 型式名：BCK、BCL、BCM

2代目は「アスカCX」として登場。GMのグローバルカー構想が中止となり、いすゞ自体も新車の開発費用捻出が厳しい状況であったため、すでにジェミネットIIとしてレオーネエステートバンのOEM供給を受けていた縁から、富士重工業（現・SUBARU）よりレガシィの供給を受けることとなった。グレードは2.0と1.8の2種類で、2.0は2Lの水平対向4気筒DOHC16バルブエンジン搭載のFFと4WD、1.8は1.8Lの水平対向4気筒SOHCエンジン搭載のFF車。トランスミッションは全車に4ATと5速MTを設定。ディーゼルエンジン搭載車や先代にあったホットバージョンの設定は消滅した。
- 1990年6月、発売。
- 1991年6月、レガシィと同時にビッグマイナーチェンジを受ける。フロントグリルからヘッドライト周辺、リア回りのデザインを変更して外観を一新。室内ではシートの形状と材質が変わった。このMCでグレード名が設定され、2.0→2Lの水平対向4気筒DOHC16バルブエンジン搭載のタイプZのFFと4WD、1.8→1.8Lの水平対向4気筒SOHCエンジン搭載のタイプT、そして新たに2Lの水平対向4気筒SOHC16バルブエンジン搭載の新グレード、タイプGが追加された。トランスミッションは全車に4AT、タイプZの4WDとタイプTのみ5速MTを設定。
- 1992年6月　一部変更/2.0L全車にアルミホイールを標準装備化。
- 1993年5月、富士重工業（当時）とのOEM契約満了に伴い、供給を終了。
- 1994年2月[4]､生産終了。在庫対応分のみの販売となる。
- 1994年3月、3代目と入れ替わる形で販売終了。

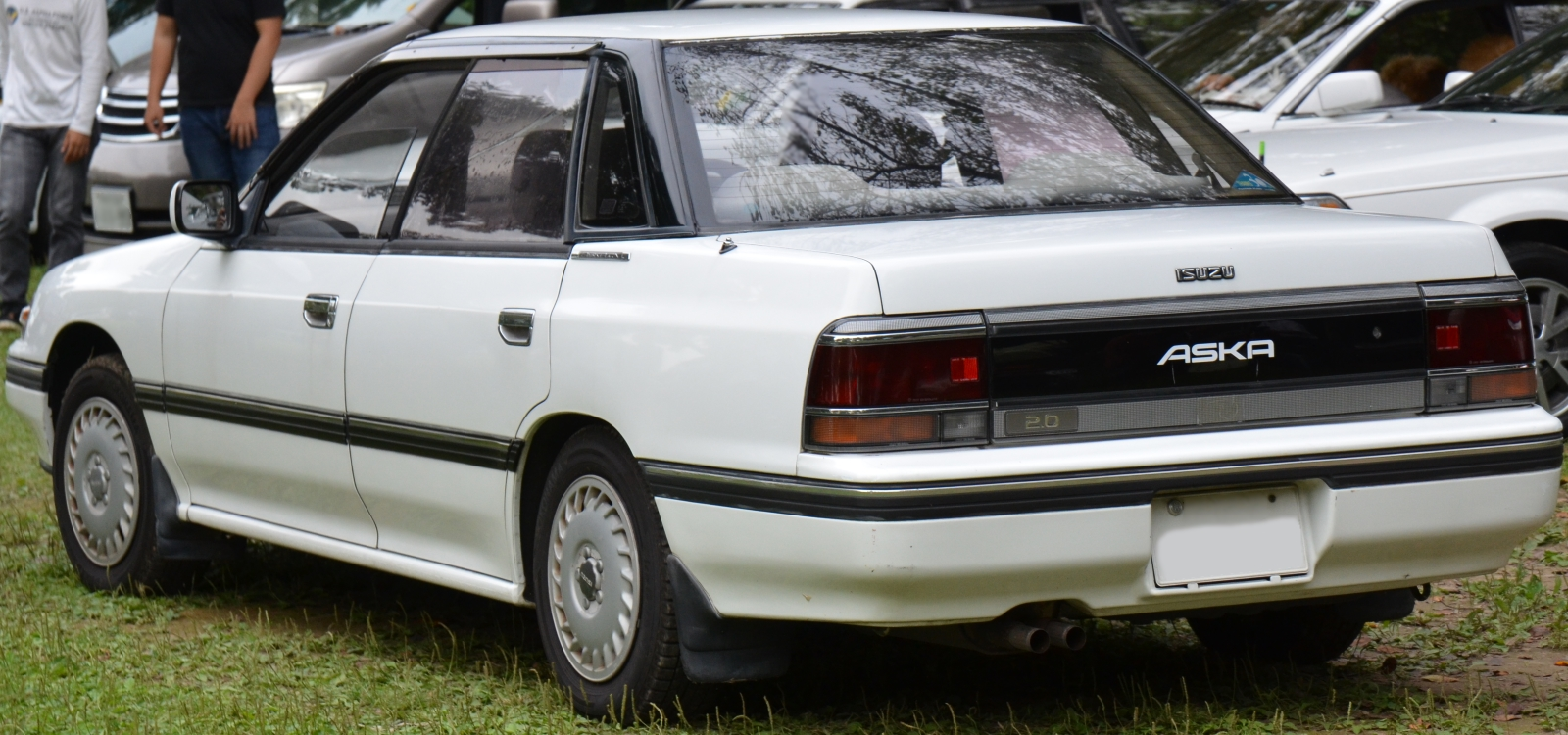
前期型 2.0 リア

## 3代目 CJ1型（1994年-1997年）
- 型式名：CJ1

名称が再び「アスカ」の単独ネームに戻る。ビッグホーンとミューのOEM供給を本田技研工業（ホンダ）と結び、交換条件という形で5代目アコードをアスカとして供給されることとなった。アコードとはバッジやフロントグリルが異なる。2.0L（F20B）・4ATのFF車のみのラインナップで、全幅が1,760 mmであるため、歴代アスカの中では唯一の3ナンバー車であった。
- 1994年3月、発売。
- 1997年9月[6]、生産終了。在庫対応分のみの販売となる。
- 1997年11月[7]、4代目と入れ替わる形で販売終了。

## 4代目CJ2/3型（1997年-2002年）
- 型式名：CJ2（1.8L）、CJ3（2.0L）

先代に引き続きホンダ・アコード（6代目）のOEMとなる。ベース車の6代目アコードが5ナンバークラスに戻されたことに伴い、アスカも5ナンバーサイズに回帰した。エンジンはVTEC化されたF18BならびにF20B (SOHC) を採用。ベース車同様に電動パワーステアリングも採用している。駆動方式はFFのみ。グレードはLF（1.8L）とLJ（2.0L）の2種で、どちらも5速MTと4速ATから選択できた。
ホンダ・アコードとの違いはフロントグリル・サイドエンブレム・トランクエンブレム・専用ホイール・ステアリングホーンスイッチのロゴ程度で、アコードとの違いはほとんど無い。
エンジンヘッドカバーはホンダのロゴが消され「VTEC」とだけ表記されている。
- 1997年11月[9]、発売。
- 2000年6月、マイナーチェンジ。各エンジンの環境性能向上と、内装の質感を向上させた。
- 2002年3月[10]、生産終了。以降は在庫対応分のみの販売となる。
- 2002年9月、いすゞの乗用車事業完全撤退とアコードのフルモデルチェンジに伴い、アコードの姉妹車であるトルネオとともに販売終了。OEMも含めたアスカは19年の歴史に幕を閉じた。これにより、いすゞの乗用車も49年の歴史に幕を下ろした。

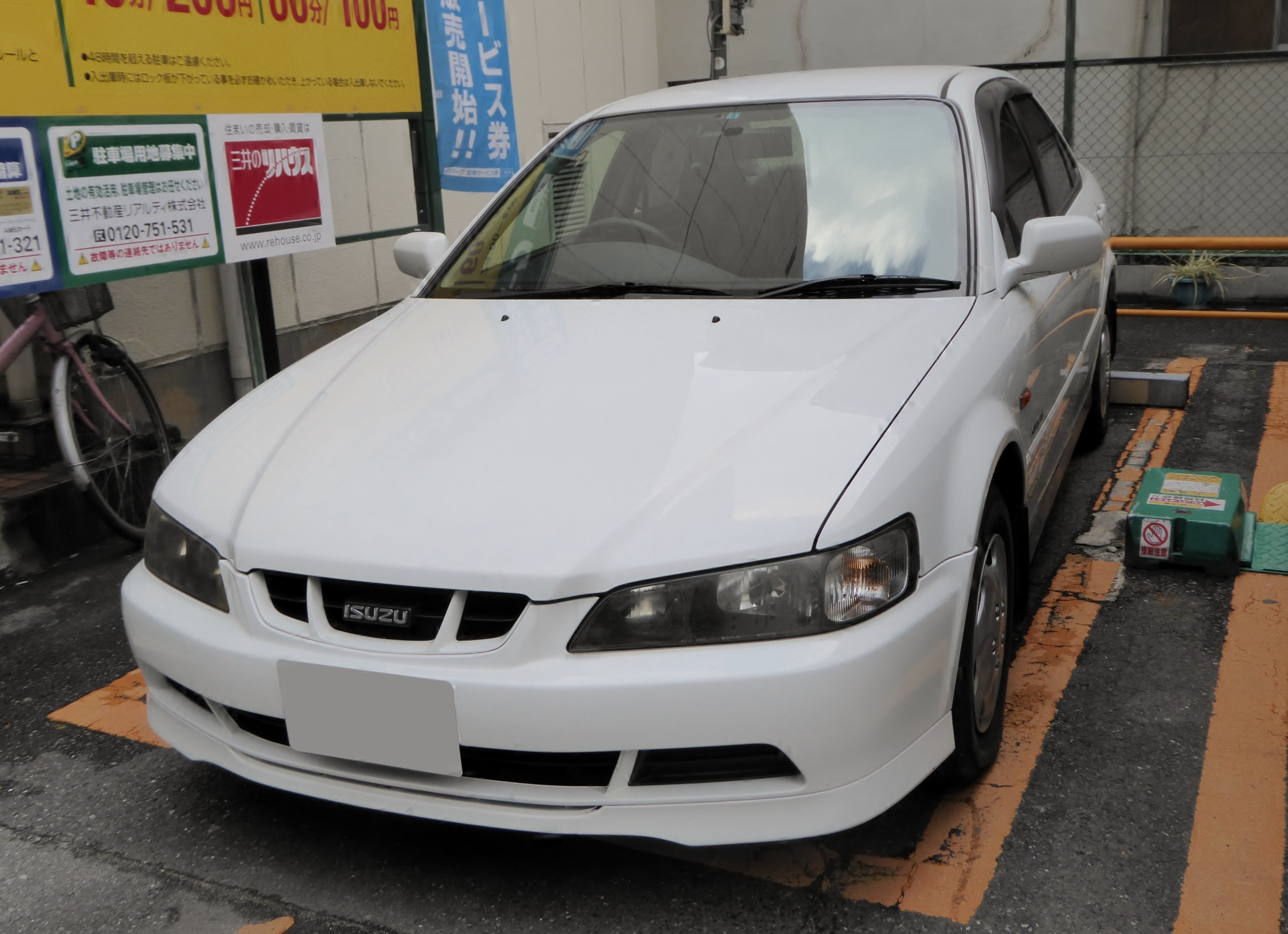
前期型 LF
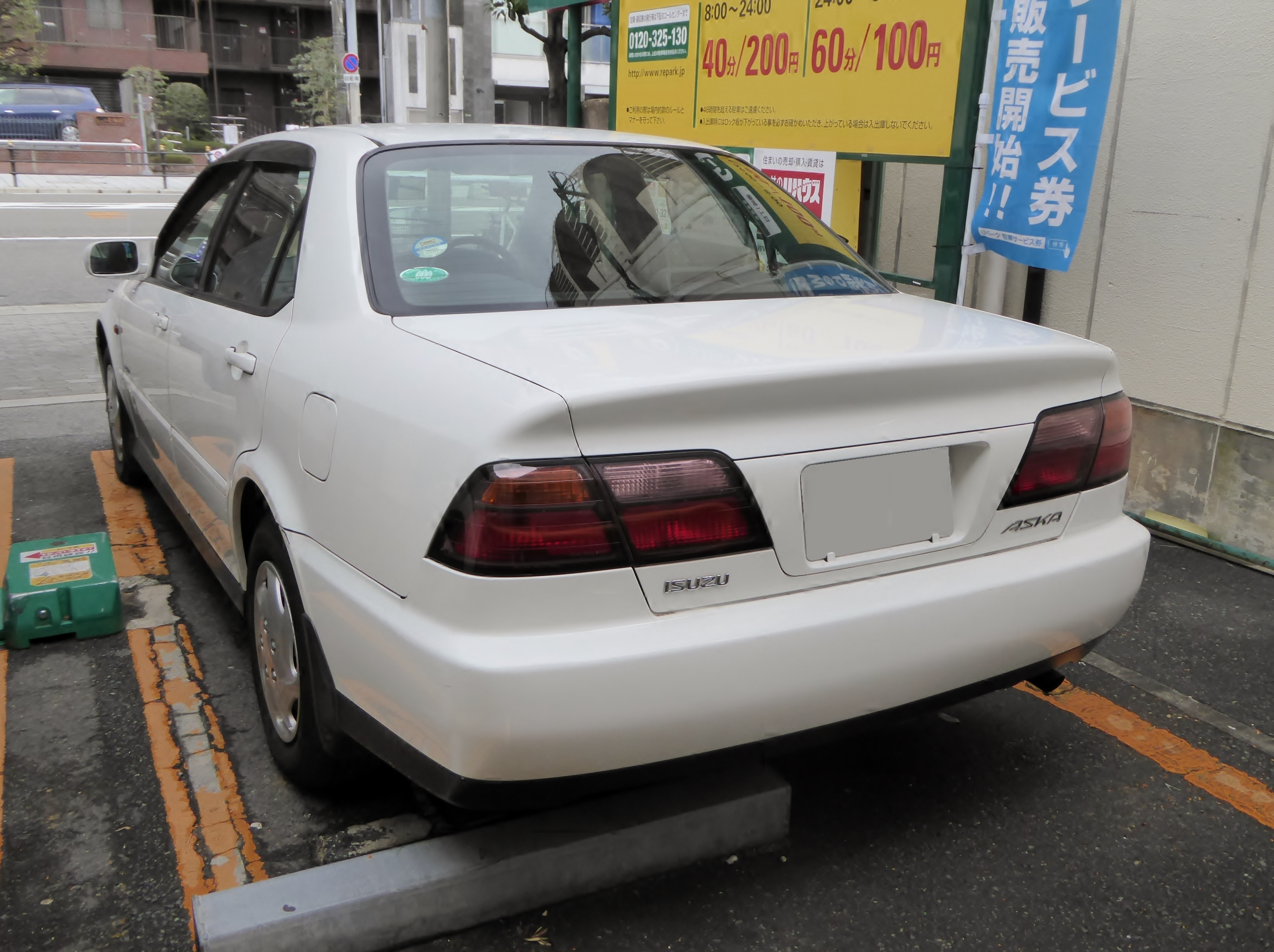
前期型 LF

## 車名の由来
海外文化を吸収・消化し日本文化の原点を築いた飛鳥時代から採ったもので、基礎設計をGMに依存しつつもいすゞ独自の味付けを施した心意気を示す。
英字表記をローマ字表記のASUKAとすると「アシュカ」と誤読されるおそれがあるため、「U」の1文字を抜いている（歌手のASKAと同様の手法）。

## 姉妹車

### 初代
- オペル・アスコナ（初代）
- ホールデン・カミーラ
- キャデラック・シマロン
- シボレー・キャバリエ（初代）

### 2代目
- スバル・レガシィ（初代）※OEM供給元

### 3代目
- ホンダ・アコード（5代目）※OEM供給元

### 4代目
- ホンダ・アコード（6代目）※OEM供給元
- ホンダ・トルネオ